# Cristóbal Balenciaga
Cristóbal Balenciaga Eizaguirre (phát âm [kɾisˈtoβal βalenˈθjaɣa ejθaˈɣire]; sinh ngày 21 tháng 1 năm 1895 – mất ngày 23 tháng 3 năm 1972) là nhà thiết kế thời trang người Tây Ban Nha gốc Basque. Ông nổi tiếng với việc thành lập thương hiệu thời trang Balenciaga năm 1919.

## Thời thơ ấu
Balenciaga sinh ra ở Getaria, tỉnh Gipuzkoa, Tây Ban Nha vào ngày 21 tháng 1 năm 1895. Cha ông là một ngư dân, mất khi Cristobal còn là một cậu bé, và mẹ ông là một thợ may. Khi còn nhỏ, Balenciaga thường dành thời gian cho mẹ khi bà làm việc. Năm mười hai tuổi, ông bắt đầu học nghề của một thợ may. Khi ông còn là một thiếu niên, Marchioness de Casa Torres, nữ quý tộc hàng đầu trong thị trấn của ông, đã trở thành khách hàng và người bảo trợ của anh. Bà gửi ông đến Madrid, và được đào tạo chính thức về cắt may. Balenciaga được chú ý là một trong số ít nhà sáng tạo trong lịch sử thời trang, người không chỉ có thể sử dụng chính đôi tay của mình để may, mà còn tạo mẫu, cắt và may các thiết kế tượng trưng cho đỉnh cao nghệ thuật của ông.
Balenciaga thành công trong thời gian đầu làm nhà thiết kế ở Tây Ban Nha. Ông mở một cửa hàng boutique ở San Sebastián vào năm 1919, mở rộng bao gồm các chi nhánh ở Madrid và Barcelona. Hoàng gia Tây Ban Nha và tầng lớp quý tộc đã mặc những thiết kế của ông, nhưng khi Nội chiến Tây Ban Nha buộc ông phải đóng cửa các cửa hàng của mình, Balenciaga chuyển đến Paris. Ông mở cửa hàng thời trang cao cấp ở Paris trên Đại lộ George V vào tháng 8 năm 1937.
Tuy nhiên, phải đến những năm sau chiến tranh, toàn bộ quy mô sáng tạo của các thiết kế nguyên bản của ông mới trở nên rõ ràng. Năm 1951, ông đã thay đổi hoàn toàn hình dáng, mở rộng vai và bỏ phần eo. Năm 1955, ông thiết kế chiếc váy dài, sau này được phát triển thành chiếc váy chemise của năm 1957. Năm 1959, công việc của ông đạt đến đỉnh cao trong dòng Empire, với những chiếc váy và áo khoác chiết eo cao như kimono..
Năm 1960, ông may váy cưới cho Fabiola de Mora y Aragón khi cô kết hôn với Vua Baudouin I của Bỉ. Nữ hoàng sau đó đã tặng chiếc váy cưới của mình cho Quỹ Cristóbal Balenciaga.
Ông tạo ra nhiều thiết kế cho socialite Aline Griffith, nhà ngoại giao Margarita Salaverría Galárraga và nhà thiết kế Meye Allende de Maier, coi chúng là sự thi tài của ông.

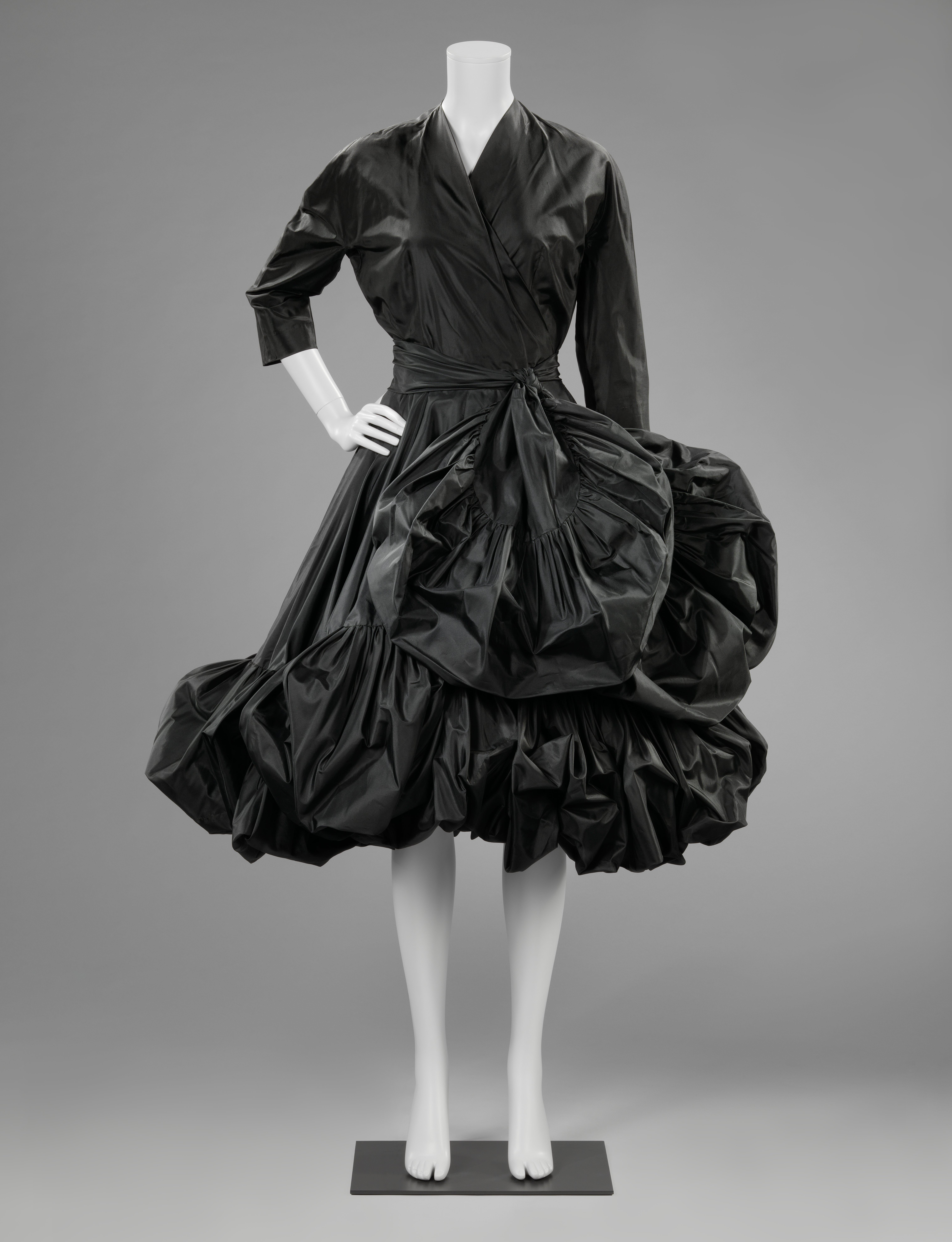
Đầm dạ tiệc taffeta đen do Balenciaga thiết kế, 1951

Ông đã dạy các lớp thiết kế thời trang, truyền cảm hứng cho các nhà thiết kế khác bao gồm Oscar de la Renta, André Courrèges, Emanuel Ungaro, Mila Schön và Hubert de Givenchy.
Những sáng tạo điêu khắc đạm bạc của ông đã được coi là những tác phẩm thời trang cao cấp của thời trang cao cấp trong những năm 1950 và 1960.
Balenciaga đóng cửa nhà vào năm 1968 ở tuổi 74 sau khi làm việc ở Paris trong 30 năm. Ông quyết định nghỉ hưu và lần lượt đóng cửa các hãng thời trang của mình ở Paris, Barcelona và Madrid. Balenciaga qua đời vào ngày 23 tháng 3 năm 1972 tại Xàbia, Tây Ban Nha.
Ngày nay nhà mốt Balenciaga tiếp tục dưới sự chỉ đạo của Demna Gvasalia và thuộc quyền sở hữu của Kering.

## Sự nghiệp
Trong những năm 1950, các nhà thiết kế như Christian Dior, Pierre Balmain và Coco Chanel, đã nổi lên, tạo ra những tác phẩm rất đại diện cho các hãng thời trang và cho phong cách riêng của họ. Một nhân vật chính quan trọng trong thời kỳ này là Cristobal Balenciaga. Nhà thiết kế thời trang người Tây Ban Nha này được biết đến với biệt danh "Vua thời trang" và là một trong những bậc thầy vĩ đại của thời kỳ này. Balenciaga sinh ra và lớn lên ở Tây Ban Nha, nơi ông làm việc cho hoàng gia Tây Ban Nha, nhưng vì Nội chiến Tây Ban Nha, ông chuyển đến Paris, và trở thành Vua thời trang.
Nhà thiết kế bắt mắt nhất trong thời kỳ này là Balenciaga vì những thiết kế cấu trúc của ông, chưa từng thấy trong thế giới thời trang. Anh ấy là một bậc thầy về cắt may, và ông có thể đem các hình minh họa của mình từ giấy sang đời thực. Kỹ năng cắt may tiên tiến đã giúp ông có lợi thế hơn so với các nhà thiết kế trên toàn thế giới, làm ông trở thành mục tiêu chính của khách hàng.."Ông ấy đã định hình lại hình bóng của phụ nữ trong những năm 1950, để những bộ quần áo mà chúng tôi nghĩ là điển hình của thập kỷ đó hầu hết là hàng nhái mẫu của ông ấy." (Irvine, 2013) So với một số tác phẩm như New Look của Christian Dior, với váy đầy đặn và một chiếc eo nhỏ xíu, Balenciaga đã thay đổi những thứ này để trông giống như chiếc áo khoác Yoki một đường may, hoặc thành những kiểu dáng đồ sộ. Những mẫu này đã khiến khách hàng từ khắp nơi trên thế giới đến đây để đặt mua.

## Đời tư
Balenciaga là người đồng tính, mặc dù ông ấy đã giữ kín giới tính của mình trong suốt cuộc đời. Tình yêu của cuộc đời và người bạn đời lâu năm của ông là triệu phú người Pháp-Ba Lan Władzio Jaworowski d'Attainville, người đã giúp tài trợ và tạo dựng sự nghiệp ông. Khi d'Attainville qua đời vào năm 1948, Balenciaga suy sụp đến mức ông đã tính đến việc đóng cửa công việc kinh doanh. Những mẫu áo tiếp theo của ông sau cái chết của d'Attainville được thiết kế hoàn toàn bằng màu đen để thương tiếc cho sự mất mát của ông.